# Rahmenvertrag
Der Rahmenvertrag ist in der Wirtschaft ein Vertrag, der den künftigen Abschluss vieler untereinander gleichartiger Einzelverträge zum Inhalt hat, die sich auf den Rahmenvertrag beziehen. Er regelt lediglich die Rahmenbedingungen einer Rechtsbeziehung, die durch spätere Einzelverträge konkretisiert werden muss.
Vertragspartner sind juristische Personen, Personengesellschaften oder auch (seltener) natürliche Personen, die eine Zusammenarbeit anstreben, welche ihnen künftig Rechtssicherheit bieten soll. Der Rahmenvertrag sichert eine auf Dauer angelegte Geschäftsbeziehung. In Betracht kommt zwischen beiden etwa ein Auftraggeber-Auftragnehmer-Verhältnis oder ein Verkäufer-Käufer-Verhältnis. Der Rahmenvertrag kommt im Bürgerlichen Gesetzbuch nicht vor, sondern leitet sich aus der allgemeinen Vertragsfreiheit des Schuldrechts ab. 

## Inhalt
Üblicherweise werden Rahmenverträge vereinbart, um zwar grundsätzliche Aspekte der Zusammenarbeit im Voraus zu regeln, sie sollen jedoch später weiterhin Freiraum für konkrete Einzelfälle belassen. Eine Präambel legt Grundfragen und gegenseitige Interessenlagen fest, weitere Vertragsinhalte sind Lieferungs- und Zahlungsbedingungen, Qualitätsanforderungen, etwaige Abnahmepflichten, Vertragslaufzeit, Kündigungsfrist, Preise oder Preisgleitklauseln. Rahmenverträge können auch als Kontingente ausgestaltet sein, so dass ihr Gesamtvolumen bei der Ausnutzung durch Einzelverträge abnimmt.

## Arten
Das Service-Level-Agreement regelt wiederkehrende Dienstleistungen oft zunächst in Form des Rahmenvertrags. Auch Sukzessivlieferungsvertrag oder Werklieferungsvertrag gelten wirtschaftlich als Rahmenvertrag. Das Bankwesen kennt eine Vielzahl von als Rahmenverträgen ausgestalteten Rahmenkrediten, und zwar Fazilität, Revolving Credit, Roll-over-Kredit oder Stand-by-Kredit. Der typische Rahmenkredit ist durch verschiedene Kreditarten und/oder durch verschiedene Kreditnehmer innerhalb eines Konzerns ausnutzbar. Im Versicherungswesen wird mit Hilfe eines Rahmenvertrages eine Vereinbarung mit einem Versicherer über den Inhalt von Versicherungsverträgen getroffen. Es gibt ihn beispielsweise häufig bei der Feuerversicherung für die Betriebsstätten mehrerer Tochterunternehmen eines Konzerns. Gemäß § 651a Abs. 5 Nr. 3 BGB gelten die Vorschriften über Pauschalreisen nicht für Rahmenverträge, welche die Organisation von Geschäftsreisen mit einem Reisenden, der Unternehmer ist, zum Inhalt haben und für dessen unternehmerische Zwecke geschlossen werden. 
Bei Rahmenverträgen für Warenlieferungen können die Menge und der Zeitrahmen für die Abnahme eines Produktes vereinbart werden. Die vereinbarte Menge wird dann innerhalb des im Rahmenvertrag vorgesehenen Zeitrahmens in Losgrößen abgerufen. Hierbei haben Käufer den Vorteil, dass durch die Abnahme größerer Mengen im Normalfall ein niedrigerer Preis erzielt werden kann und die Produkte einfach abgerufen werden können. Dem Verkäufer bieten Rahmenverträge Sicherheit bei der Absatzplanung und/oder der Produktionsplanung. Ein Wartungsvertrag kann ebenfalls in Form des Rahmenvertrages abgeschlossen werden.
Der Rahmenvertrag über die Arzneimittelversorgung nach § 129 Abs. 2 SGB V wird zwischen dem Spitzenverband Bund der Krankenkassen und dem Deutschen Apothekerverband e. V. geschlossen und hat die Versorgungssicherheit mit Arzneimitteln zum Ziel.
Auch Bierlieferungsvertrag und Wiederkehrschuldverhältnis sind aus wirtschaftlicher Sicht Rahmenverträge.

## Abgrenzungen
Die bloße Absichtserklärung enthält keine rechtsverbindlichen Verpflichtungen, während sich die Vertragsparteien beim Rahmenvertrag gegenseitig zu Einzelverträgen verpflichten. Der Vorvertrag und der Rahmenvertrag haben gemeinsam, dass sie den Abschluss weiterer Verträge vorsehen, doch erledigt sich der Vorvertrag mit Abschluss des Hauptvertrages, während der Rahmenvertrag weiterhin wirksam bleibt. Der Rahmenvertrag ist ein Dauerschuldverhältnis. Er ist auf die dauerhafte Zusammenarbeit der Vertragsparteien angelegt. Er ist kein Sukzessivlieferungsvertrag, da bei letzterem Teilleistungen erbracht werden.

## Regelung im französischen Vertragsrecht
Im französischen Vertragsrecht wurde der Rahmenvertrag als Sonderform eines Vorvertrages durch die große Vertragsreform von 2016 im Art. 1111 des Code civil aufgenommen. Demnach ist ein Rahmenvertrag eine solche Vereinbarung, bei denen sich die Vertragsparteien über allgemeine Bedingungen zukünftiger Vertragsbeziehungen festsetzen. Erforderlich sind dabei sogenannte Anwendungsverträge, welche die erforderlichen Ausführungshandlungen statuieren.  
Im Regelfall wird einer der Parteien ein Leistungsbestimmungsrecht zur Preisfixierung eingeräumt, wobei eine unbillige Preisfixierung Schadensersatzansprüche auslöst und, gegebenenfalls, zur Nichtigkeit des Vertrags führen kann (Art. 1164 Code Civil). 